# Nikolaevo
Nikolaevo (búlgaro: Николаево) é uma cidade da Bulgária, localizada no distrito de Stara Zagora. A sua população era de 2,872 habitantes segundo o censo de 2010.

## População
| Nikolaevo | Nikolaevo | Nikolaevo | Nikolaevo | Nikolaevo | Nikolaevo | Nikolaevo | Nikolaevo | Nikolaevo | Nikolaevo | Nikolaevo | Nikolaevo | Nikolaevo | Nikolaevo | Nikolaevo | Nikolaevo | Nikolaevo | Nikolaevo | Nikolaevo | Nikolaevo |
| --- | --------- | --------- | --------- | --------- | --------- | --------- | --------- | --------- | --------- | --------- | --------- | --------- | --------- | --------- | --------- | --------- | --------- | --------- | --------- |
| Ano | 1887      | 1910      | 1934      | 1946      | 1956      | 1965      | 1975      | 1985      | 1992      | 2001      | 2002      | 2003      | 2004      | 2005      | 2006      | 2007      | 2008      | 2009      | 2010      |
| População |           |           |           | …         | …         | …         | …         | 3,273     | 3,116     | 2,965     | 2,920     | 2,873     | 2,823     | 2,821     | 2,841     | 2,849     | 2,823     | 2,832     | 2,872     |
| Fontes: Instituto Nacional de Estatísticas, „citypopulation.de“, „pop-stat.mashke.org“, Bulgarian Academy of Sciences |           |           |           |           |           |           |           |           |           |           |           |           |           |           |           |           |           |           |           |